# Йосиф Йосифовски (актьор)
Йосиф Йосифовски (на македонска литературна норма: Јосиф Јосифовски) е актьор и режисьор от Република Македония.

## Биография
Роден е в 1927 година във Велес, тогава в Кралството на сърби, хървати и словенци. В 1960 година се присъединява към трупата на Битолския народен театър и дълги години е водещ актьор там и носител на репертоара. Сред ролите му са Клавдий в „Хамлет“ от Шекспир (1966 и 1989), Франц в „Разбойници“ от Шилер (1967), Яго в „Отело“ от Шекспир (1970), Сади в „Дундо Марое“ от Марин Държич (1972), Еротие в „Съмнително лице“ от Бранислав Нушич (1978), Императорът в „Подземна република“ от Йордан Плевнеш (1991), в „Професионалист“ от Душан Ковачевич (1990), в дуодрамите „Партия реми“ от Дин Ли Кобру (1986), „Виенско танго“ от Петер Турини (1987) и други.
Умира в 1975 година.

## Филмография
| Година | Име                        | Име                         | Роля               |
| ------ | -------------------------- | --------------------------- | ------------------ |
| 1968   | „Планината на гнева“       | „Планината на гневот“       | второстепенна роля |
| 1971   | „Македонски дял от пъкъла“ | „Македонски дел од пеколот“ | второстепенна роля |
| 1993   | „Македонска сага“          | „Македонска сага“           | второстепенна роля |
| 1994   | „Преди дъжда“              | „Пред дождот“               | второстепенна роля |
| 1995   | „Ангели на боклука“        | „Ангели на отпад“           | главна роля        |
| 1998   | „Ливада“                   | „Ливада“                    | режисьор           |
| 1998   | „Сбогом на 20-ия век“      | „Збогум на 20-тиот век“     | второстепенна роля |
| 2001   | „Прашина“                  | „Прашина“                   | музика             |